# Pachoľa
Pachoľa je druhá nejvyšší hora v Roháčích, na hlavním hřebeni Západních Tater. Výrazný pyramidovitý vrchol se vypíná do výšky 2167 m n. m., asi 700 metrů severozápadně od Baníkova, od kterého ho odděluje Baníkovské sedlo.
Díky své výhodné poloze poskytuje Pachoľa nádherné výhledy na všechny světové strany - na Baníkov, Spálenou, Baranec, Osobitou a Liptovskou kotlinu.

## Přístup

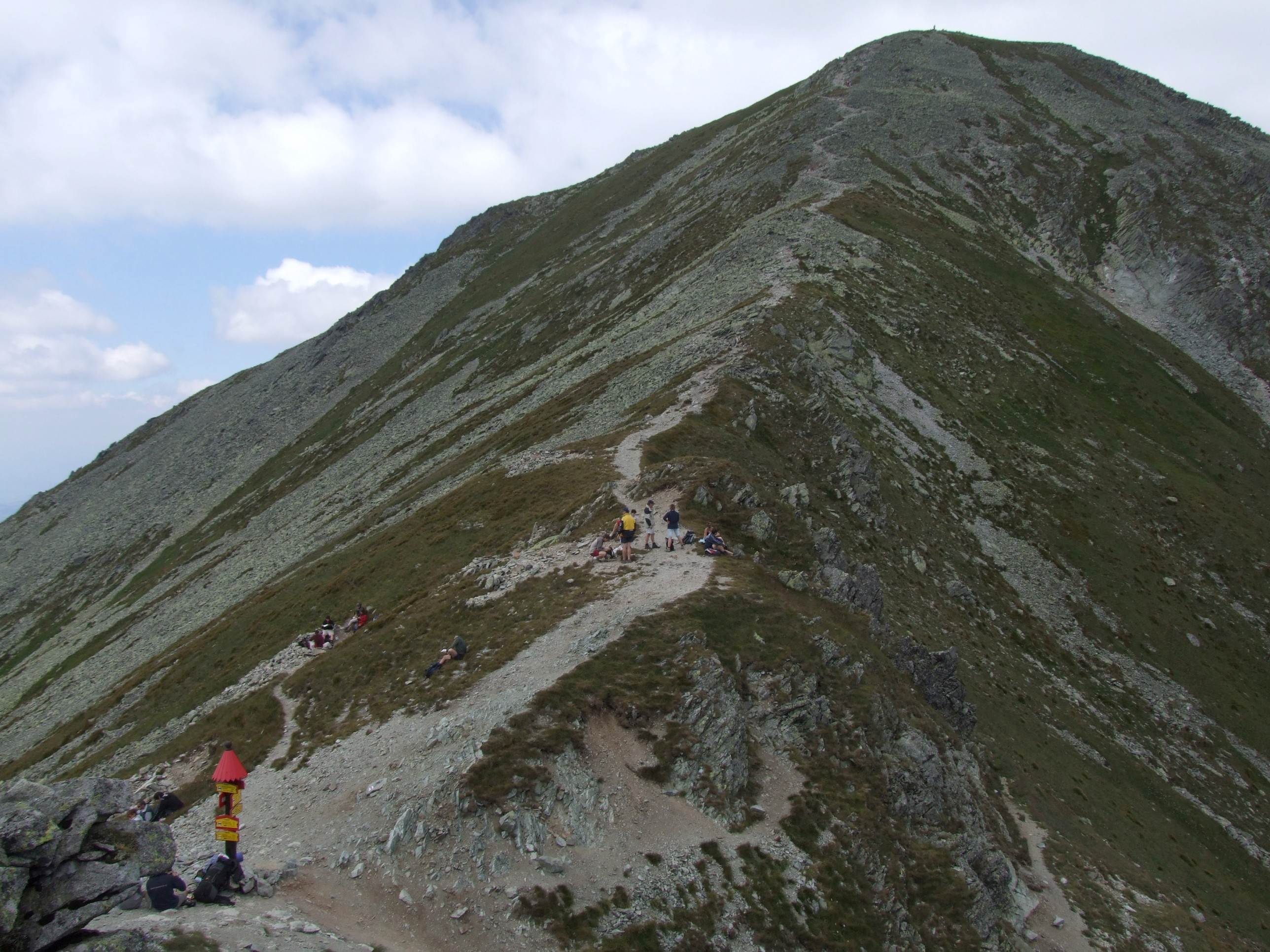
Cesta na Pachoľu z Baníkovského sedla

Přes vrchol Pachoľy přechází červená hřebenovka. Po ní je vrchol přístupný:
- z Baníkovského sedla (čas 0:20)
- ze Spálené (čas 0:40)

Nejjednodušší výstup z údolí je možný ze severu, od rozcestí Zverovka, Roháčskou dolinou (celkový čas 3:40 s převýšením 1150 m). O něco náročnější je výstup z jihozápadu od ústí Jalovecké doliny a dále dolinou Parichvost (celkový čas 5:05 s převýšením 1500 m).